# Giuseppe Calcaterra
Giuseppe Calcaterra (Cuggiono, 9 dicembre 1964) è un ex ciclista su strada italiano, professionista dal 1985 al 2001 e vincitore di una tappa al Giro d'Italia 1987.

## Carriera
Passato professionista con l'Atala-Campagnolo nel 1985, nei due anni seguenti mostrò di avere doti di passista veloce, in grado di reggere il passo su salite non troppo lunghe e di riuscire a contrastare i velocisti nelle volate di gruppo. I risultati giunsero subito: nel 1986 fu terzo in una tappa del Tour de Suisse e secondo al Trofeo Laigueglia, mentre nel 1987 vinse la Nizza-Alassio, una tappa alla Settimana Siciliana e soprattutto la diciottesima tappa del Giro d'Italia con arrivo a Trescore Balneario. Nello stesso anno si piazzò inoltre secondo nella classifica finale della Tirreno-Adriatico e della Settimana Siciliana e colse anche un ottimo quinto posto nella Milano-Sanremo.
Negli anni successivi conquistò qualche buon piazzamento e poche altre vittorie (alla fine della carriera saranno nove in totale): tra queste una tappa e la classifica finale del Giro di Puglia e il Giro dell'Appennino nel 1993, e la vittoria nella diciottesima tappa della Vuelta a España con arrivo ad Avila nel 1994.
Nel 1995 andò a correre nella Mercatone Uno, squadra di Mario Cipollini, e qui si trasformò in gregario del capitano nelle volate. Nel 1996 la squadra prese la sponsorizzazione Saeco: per cinque anni Calcaterra fece parte del treno che del toscano. Calcaterra sacrificò così definitivamente le ambizioni personali di risultato (sfiorò il successo solo nel 2000 giungendo secondo nell'ultima tappa del Giro d'Italia con tradizionale arrivo a Milano) per dedicarsi esclusivamente ai compiti di gregario fino al 2001, anno in cui decise di interrompere l'attività agonistica.
In carriera corse per Atala, Chateau d'Ax, Amore & Vita, Mercatone Uno e Saeco. Per quanto riguarda le grandi corse a tappe, partecipò a dodici Giri d'Italia (tutti portati a termine), cinque Tour de France (due quelli conclusi) e cinque volte alla Vuelta a España (tre quelle concluse).

## Palmarès
- 1983 (dilettanti)

Circuito Molinese
- 1984 (dilettanti)

Trofeo Antonietto Rancilio
Targa d'Oro Città di Legnano
Circuito Salese
- 1985 (dilettanti)

Piccola Tre Valli Varesine
Gran Premio Città di Empoli
Freccia dei Vini
- 1987 (Atala, tre vittorie)

Nizza-Alassio
5ª tappa Settimana Siciliana (Monte Pellegrino)
18ª tappa Giro d'Italia (Riva del Garda > Trescore)
- 1990 (Château d'Ax, una vittoria)

5ª tappa Grand Prix du Midi Libre (Roquefort > Alès)
- 1993 (Amore & Vita, tre vittorie)

Giro dell'Appennino
2ª tappa Giro di Puglia (Canosa di Puglia > Alberona)
Classifica generale Giro di Puglia
- 1994 (Amore & Vita, due vittorie)

17ª tappa Vuelta a España (Avila > Avila)
3ª tappa Postgirot Open

## Piazzamenti

### Grandi Giri
- Giro d'Italia

1987: 106º
1989: 123º
1991: 117º
1992: 138º
1993: 96º
1994: 79º
1995: 111º
1996: 91º
1997: 103º
1998: 93º
1999: 109º
2000: 118º
- Tour de France

1990: 118º
1991: 149º
1996: ritirato
1998: ritirato
1999: ritirato
- Vuelta a España

1994: 77º
1995: 115º
1997: 115º
2000: ritirato

### Classiche monumento
- Milano-Sanremo

1986: 27º
1987: 5º
1988: 6º
1989: 9º
1992: 135º
1994: 20º
1995: 99º
1997: 159º
- Giro delle Fiandre

1986: 30º
1987: 20º
1988: 10º
1990: 24º
1997: 38º
- Giro di Lombardia

1985: 22º